# Betel, Chiapas
Betel är en ort i Mexiko.   Den ligger i kommunen Ocosingo och delstaten Chiapas, i den sydöstra delen av landet, 800 km öster om huvudstaden Mexico City. Betel ligger 870 meter över havet och antalet invånare är 138.
Terrängen runt Betel är varierad. Runt Betel är det glesbefolkat, med 16 invånare per kvadratkilometer. Närmaste större samhälle är Ocosingo, 15,8 km väster om Betel. I omgivningarna runt Betel växer i huvudsak städsegrön lövskog.